# Roma Vaquero Diaz
| Información personal |                                                         |
| -------------------- | ------------------------------------------------------- |
| Nombre de nacimiento | Romina Cecilia Vaquero Diaz                             |
| Nacimiento           | 17 de marzo de 1982, Pergamino, Buenos Aires, Argentina |
| Residencia           | Ciudad Autónoma de Buenos Aires                         |
| Nacionalidad         | Argentina                                               |

| Información profesional |                                |
| ----------------------- | ------------------------------ |
| Ocupación               | Artista, performer y escritora |
| Género                  | Arte contemporáneo             |

| Web                          |
| ---------------------------- |
| https://romavaquerodiaz.com/ |

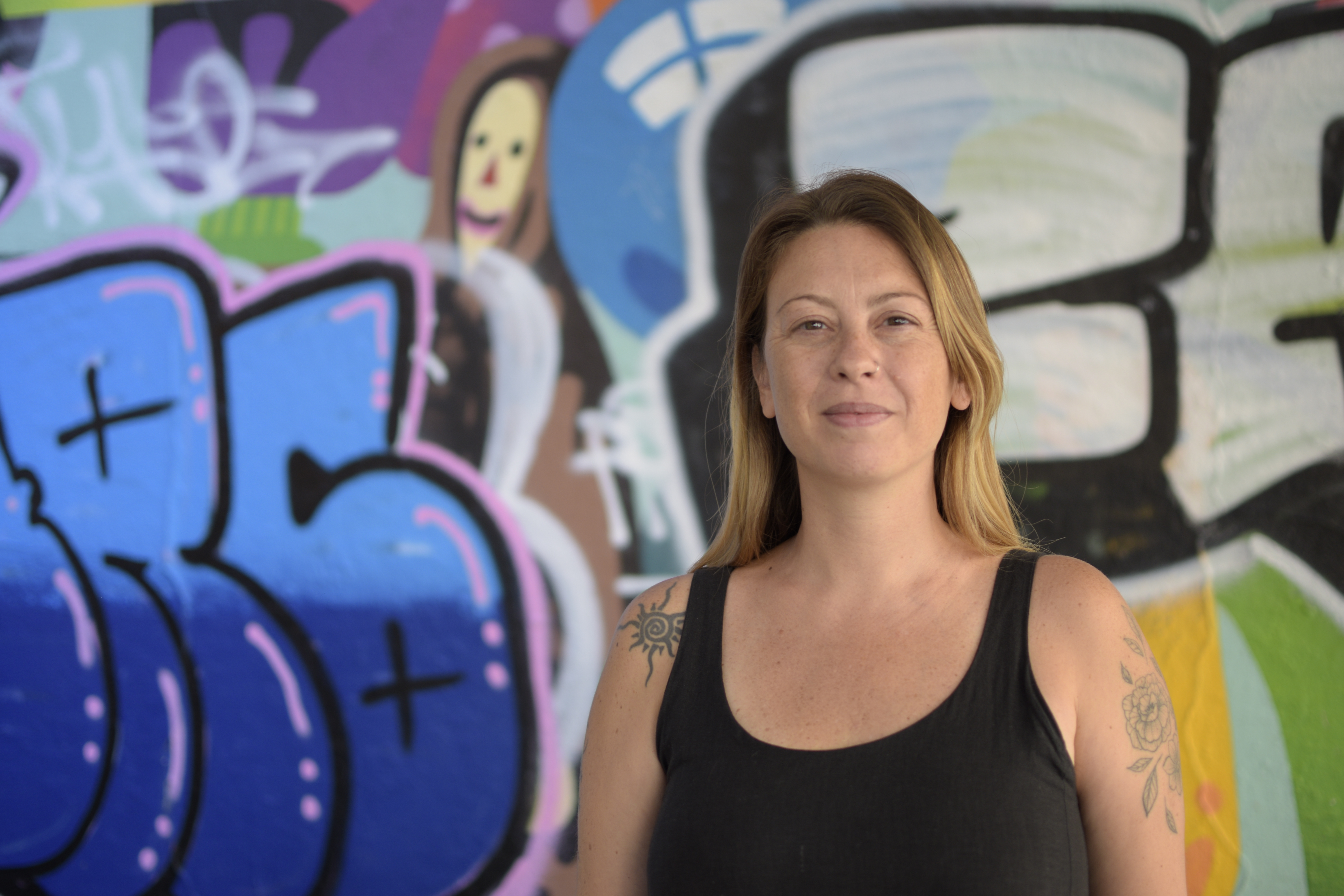

Roma Vaquero Diaz (Argentina, 17 de marzo de 1982) es una artista argentina, especializada en performance art, que investiga la corporeidad como material dinámico a través de procesos de acción performativa, fotografía y experiencias escriturales y editoriales. Para Vaquero Diaz “El arte de performance es acontecimiento, es encuentro, es una práctica artista del tiempo, el espacio y la energía que necesita de la presencia del cuerpo de quien la propone.”Creó la plataforma y archivo Mundo Performance

## Formación
Romina (Roma) Vaquero Diaz nació en Pergamino, Buenos Aires. Desde los comienzos su obra estuvo fuertemente marcada por la performance, la autobiografía y el paisaje. 
«Soy una artista que experimenta distintas técnicas y lenguajes en busca de una manera de decir y de construir mundos en el mundo. Soy una artista que hace más de diez años se dedica como performera e investigadora al arte de performance. Soy una artista en viaje que intenta ser y hacer desde el arte y que no le gusta permanecer mucho tiempo en un mismo lugar. Soy una artista que se inventa artista cada día.>> Roma Vaquero Diaz 2020
Vaquero Diaz comenzó estudiando música y danza desde pequeña. Sus primeros estudios fueron en composición musical, piano, canto y expresión corporal. Asimismo, la escritura siempre fue creciendo paralela a su práctica. En el 2000 realiza sus primeras performances, y a partir de ese momento el cuerpo se vuelve el punto central de su obra. En este tiempo se recibe de Licenciada en Arte Escénica en la Universidad Nacional de Rosario y luego de Magíster en Lenguajes Artísticos Combinados en la Universidad Nacional de las Artes. Desde que comenzó su carrera artística se formó con Juan Carlos Romero junto al Colectivo Nadie Olvida Nada, en performance con Coco Fusco, Marcela Fuentes, Mónica Mayer, Lorena Wolffer, María Galindo, Verónica Ruth Frías, Maricel Álvarez, VIvi Tellas, Itziar Okariz, Marie Bardet; en arte sonoro y escritura con Alan Courtis, Leonce Luppete, Carmen Baliero, Verónica Condomi y Natalia Romero; en fotografía con Valeria Bellusci, Natacha Ebers, Eduardo Stupía, Lula Bauer, Valeria Sestua, Andrea Soto Calderón; en somática e improvisación con Fabiana Capriotti, Cristina Turdó, María Fux, Frida Kaplan, Andrea Fernández, Silvia Mamana, Diana Szeinblum y Marina Gubbay,  entre otras formaciones. 
<<Siempre estuve muy interesada en mi experiencia corporal. Fui de esas niñas que si le decían “no metas los dedos en el enchufe”, o “no toques la plancha caliente”, iba y lo hacía para saber qué era, cómo se sentía y por qué no debía hacerlo. También pasaba muchas horas en el patio de mi casa con proyectos que siempre resultaban fallidos, pero que cargaban con todo mi compromiso, como cavar un pozo y llenarlo de agua con la intención de construir una piscina donde entraran mis hermanos y yo; hacernos una casa de dos metros con ramas y bolsas tejidas, o pasarme una tarde acostada en el campo cubriéndome con tempera roja y haciéndome la muerta para que los extraterrestres no me tuvieran miedo y se acercaran.
Al mismo tiempo, pasaba muchas horas leyendo, iba a talleres de danza, teatro y al conservatorio de música. Por lo cual, mis primeras influencias fueron, por un lado, esas aventuras familiares, los viajes en carpa al río donde conocí otros territorios, gestos y costumbres y los fines de semana compartidos con mi abuela Daé. 

Por otro lado, como la música me gustaba muchísimo, el descubrimiento del arte contemporáneo fue mediante Yoko Ono. Junto a ella comenzaron a venir influencias como John Cage, los videos musicales, Björk, las copleras del norte argentino, Janis Joplin, Charly García, Isadora Duncan, Mary Wigman, John Lennon, Marta Minujin, Agnes Varda, Julio Cortázar, Astor Piazzolla, Alejandra Pizarnik, el mito de La Telesita, Esther Ferrer, Frida Khalo, Marina Abramović y Sally Mann>> Roma Vaquero Diaz 2022
En 2021 realiza el Programa PAC Prácticas Artísticas Contemporáneas en Galería Gachi Prieto. Ciudad Autónoma de Buenos Aires y en 2023 el PROGRAMA PARA ARTISTAS Manglar en Galería Acéfala coordinado por Andrés Labake. En 2024 asiste a las Clínicas de arte, bioestética y ambientalismo que brinda Pablo La Padula en MUNTREF, en la Ciudad Autónoma de Buenos Aires. 

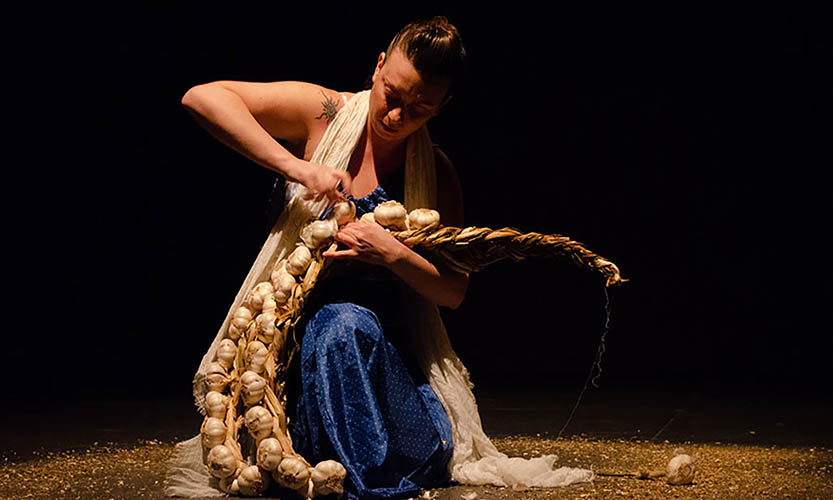
Yo sí te creo. Performance de Roma Vaquero Diaz en Para todes, tode. Curadora: Kekena Corvalan. Centro Cultural de la Memoria Haroldo Conti. Ciudad Autónoma de Buenos Aires. Marzo 2019.

## Trayectoria artística
Roma Vaquero Diaz sostiene que nació performera cuando empezó a nombrarse como tal y que el inicio de su obra performática comienza en el 2011 con Presencia, una performance duracional realizada en galería Lola Mora, Pergamino. "Ahí sentí que había encontrado mi voz en la performance y mi espacio en el campo del arte." Al año siguiente, realiza La Cosahecha su primera muestra individual en coautoría con Gigi Scotellaro. El propósito fue desarrollar piezas como una totalidad y el hacer en dúo como si se tratase del hacer de una unidad creativa. Así, la exposición de este proyecto se pensó como una exhibición individual creada por dos personas y se montó como una instalación performática. En La Cosahecha Vaquero Diaz realizaría algo que luego se convertiría en una de las características de sus exposiciones: la performance se acciona el primer día y las huellas de esa acción se convierten en instalación junto al resto de las materialidades. 

En 2013 realiza Piedad privada, el primer autorretrato performático en búsqueda de un cruce entre la performance y la fotografía, y el ritual como transformación mediante el lente de la cámara. Tierra, piedra y vegetación son materiales que se suman como parte de esta búsqueda. De esta manera su obra se fue desarrollando desde el arte de performance hacia otros lenguajes como la fotografía, el videoarte y los objetos gestuales. Expandiendo su interés por las relaciones entre cuerpo y paisaje, y la presencia del gesto, el ritual y la naturaleza.
“Mi manera de pensar, de habitar y de leer el mundo es desde el universo de lo corporal, y me fascina la manera en que desde ahí construimos lo social, los afectos y los saberes. Desde el momento en que nacemos y necesitamos del contacto y del cuidado en presencia de otres para no morir hasta el vínculo que construimos con el territorio que habitamos y los gestos que constituyen esa relación. Hacer arte desde esta mirada es sembrar en el mundo una poética de vida. Crear tiempo para lo ritual, habitarlo colectivamente, modificar la energía de donde nos encontramos y posibilitar transformaciones”. Roma Vaquero Diaz en la entrevista realizada en 2022 por La Tinta

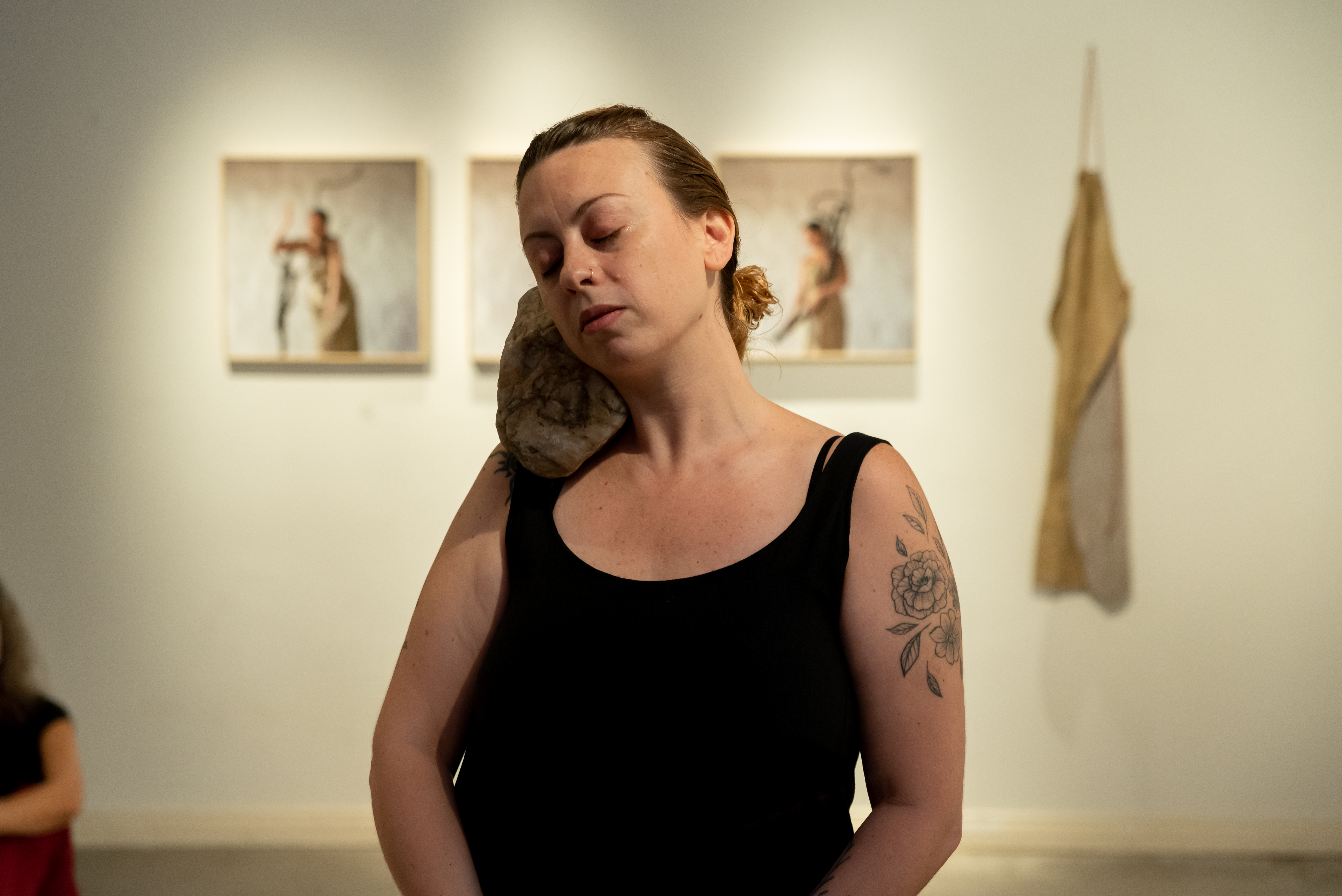
Roma Vaquero Diaz activando su performance Apacheta (2022)

Sus obras se exhibieron en Cherry Street Pier (Filadelfia); Galería Gachi Prieto (CABA); Museo Sensistan, (Goa, India); Centro Cultural Kirchner (CABA), Espacio Idea MEC (Montevideo), Centro Cultural de la Memoria Haroldo Conti (CABA), Museo Jacobo Borges (Caracas), Centro Cultural San Martín (CABA) y ha publicado diversos artículos en revistas y portales culturales en el ámbito nacional e internacional, entre ellos Revista Sudestada y Le Monde Diplomatique.
En 2019 presenta No somos territorio de conquista en el Museo Provincial de Bellas Artes de La Plata. Este proyecto multidisciplinario estuvo conformado por una performance, catorce fotografías, un videoarte, una instalación donde continúa accionando la presencia de la ausencia de la performance y un libro de artista procesual; con la intención de convocar espacios íntimos, corporalidades y alimentos que permitan hablar del vínculo entre la tierra, las experiencias encarnadas y los haceres - saberes que posibilitan la comunidad y el buen vivir.

En 2020 publica Cuántos cuerpos entran en un cuerpo. Cuaderno de Territorios (Editorial Flanbé) es un libro conceptual que reune el proyecto realizado entre 2016 – 2020, periodo en el cual fue conociendo y retratando personas que atravesaban una enfermedad o momento plutoniano en su existencia; y distintos territorios argentinos surcados por la explotación y la contaminación. Al trabajar con estas personas y territorios fue advirtiendo que se encontraban acompañados por un otre (humano, animal, vegetal, mineral) y que en ese cohabitar de sostén y reciprocidad aumentaban sus posibilidades de vida. El punto de contacto de dos organismos, de dos cuerpos, conforma un territorio que se enlaza a un tejido comunitario mayor y de simpoiesis; cuando una de ellas enferma o transita una situación vital difícil, la otra sostiene y se modifica. En 2022 presenta en la Galería Olla Roja, en Buenos Aires, la exposición individual Cuántos cuerpos entran en un cuerpo donde presenta parte del proyecto fotográfico que viene desarrollando desde 2016, pero también suma piezas con procedimientos de autorretrato performático, videoperformance, objetos gestuales; y la performance duracional Apacheta. 
Lucía Seijo, curadora de la exposición, escribe acerca de este trabajo: "El cuerpo de Roma está presente, esta vez a través de la lente, haciéndonos saber que su performance es íntima y necesita ese reparo. Sus brazos sostienen ramas y viceversa, su torso prueba el peso de las piedras, sus manos vierten, surcan y acarician. Es un proceso de pasar por el cuerpo esos elementos que guardan una historia para que esa memoria se traslade del objeto a la afectividad. Mover, sembrar, desyuyar, escribir, tocar. Pequeños rituales para entregarse a la ausencia y sobre todo, al cambio. En el tacto hay continuidad, se borran los bordes, se amplifica la vida. Estos espacios, ahora comunes, son territorios enlazados. Un espejo que nos devuelve la imagen de una potencia de vida que sólo se sostiene a través del contacto de cada una de las partes."     

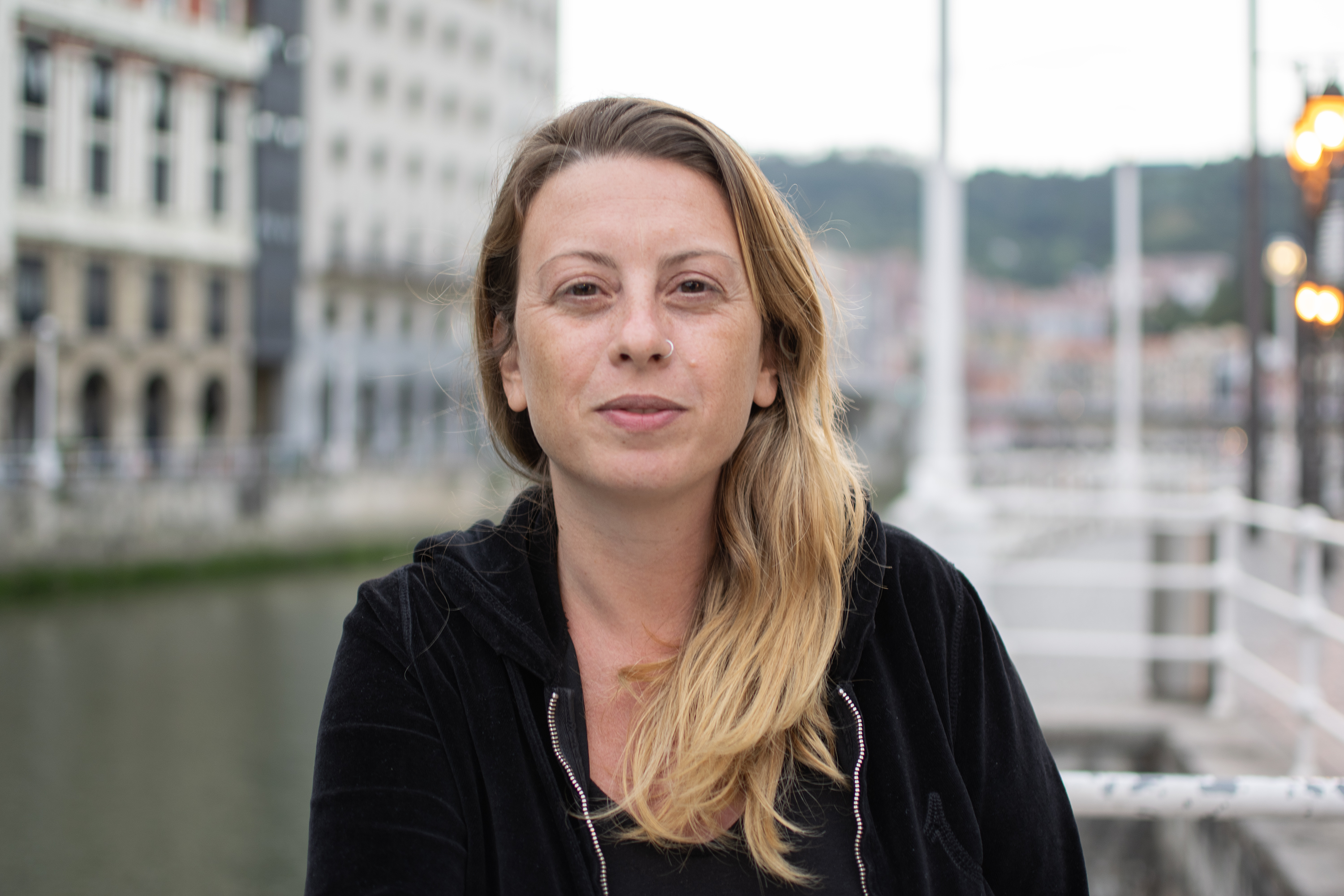

Algunas fotografías del proyecto Cuántos cuerpos entran en un cuerpo se presentaron en el Festival Luminic. Exposición de fotografía argentina. Con curaduría de Daniela Pafundi en el Centre d'Art Maristany, en 2022 y en Can Basté, en 2023. Ambos espacios ubicados en Barcelona, España.

Durante mayo y junio de 2022 realiza una residencia de arte en R.A.R.O. programa de residencias ubicado en Madrid, España, donde desarrolla un proyecto de investigaciòn en relación con las partituras de performance. Allí participa de una exposición colectiva en La Quinta del Sordo donde realiza la performance ¿A QUIÉN PERTENECE EL PAISAJE? 
“Roma Vaquero Diaz en un diálogo vital se pregunta qué sucede con los cuerpos -entendidos desde un concepto amplio y no únicamente físico-, en diferentes geografías, continentes e incluso tiempos estacionales, pensándolos desde la performance y la construcción del paisaje. Se trata de vivenciar cómo el vínculo con el espacio afecta a lo sensorial a lo que propone un abordaje no binario en la relación cuerpo-paisaje.” María Lightowler 2022  
Este proyecto seguirá creciendo Residencia RAÍCES, Aconquija, Catamarca (2022), Residencia CURADORA, Santa Fe (2023), Residencia MANTA, Aluminé, Neuquén (2024) y continúa en proceso.

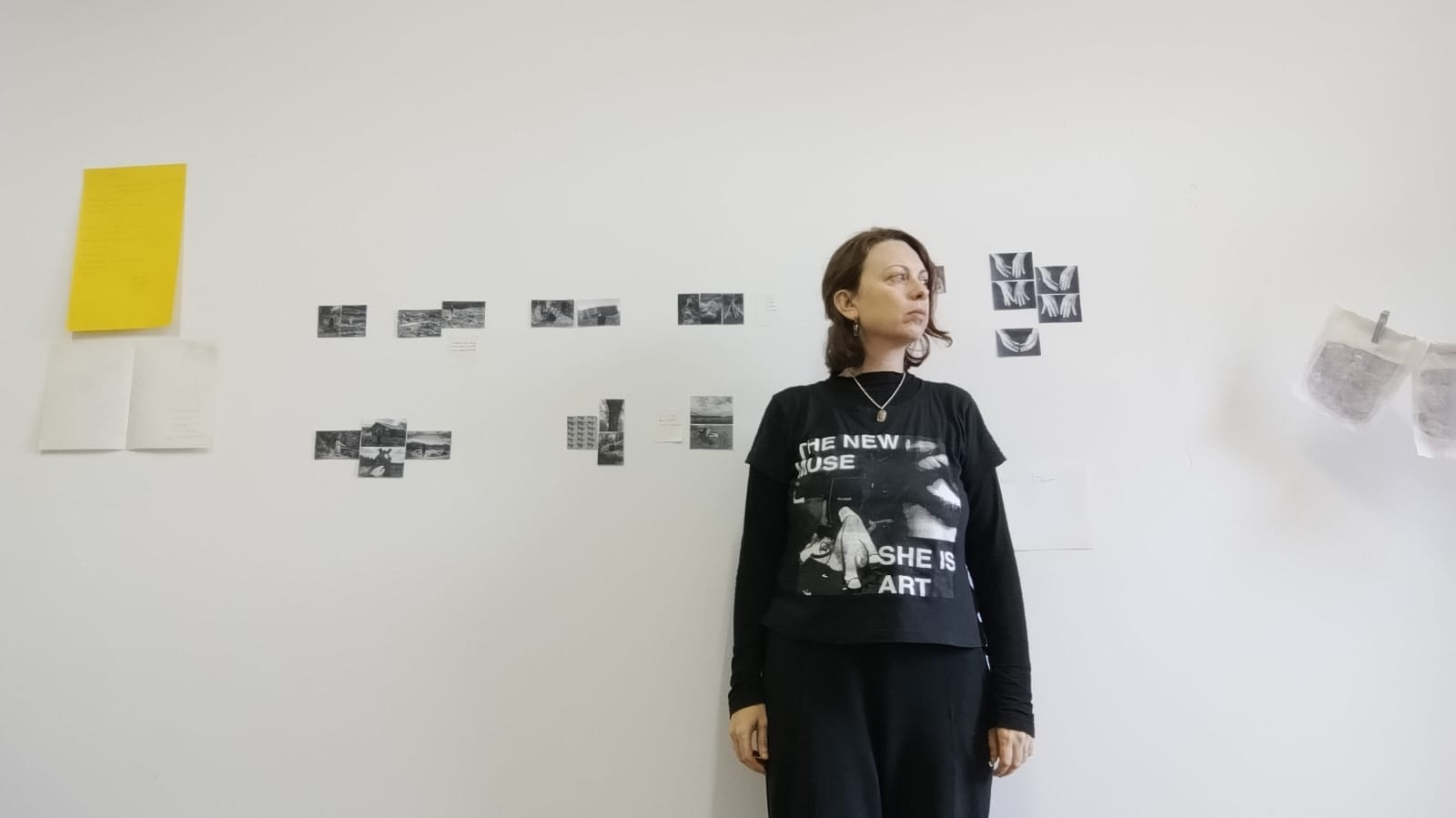
Roma en su taller de Almagro, Buenos Aires

En 2024 participó de Feria MAPA, en La Rural de Buenos Aires con Ejercicios para entender el mundo, de FlowlLM, Cameron Art Museum. Wilmington, Carolina del Norte con su videoperformance Performance for dreaming prairie and river; y fue invitada a la Bienal POSVERSO curada por Ana Montenegro y Silvio de Gracia para participar con su obra visual de partituras de performance.    
Su trabajo es parte de las publicación EMERGENCY INDEX, an annual document of performance practice, Editorial Ugly Duckling, Brooklyn, NY, 2023.

Desde 2020 viene desarrollando el proyecto Archivo para recuperarme que pronto saldrá publicado por La Balsa Editorial. 

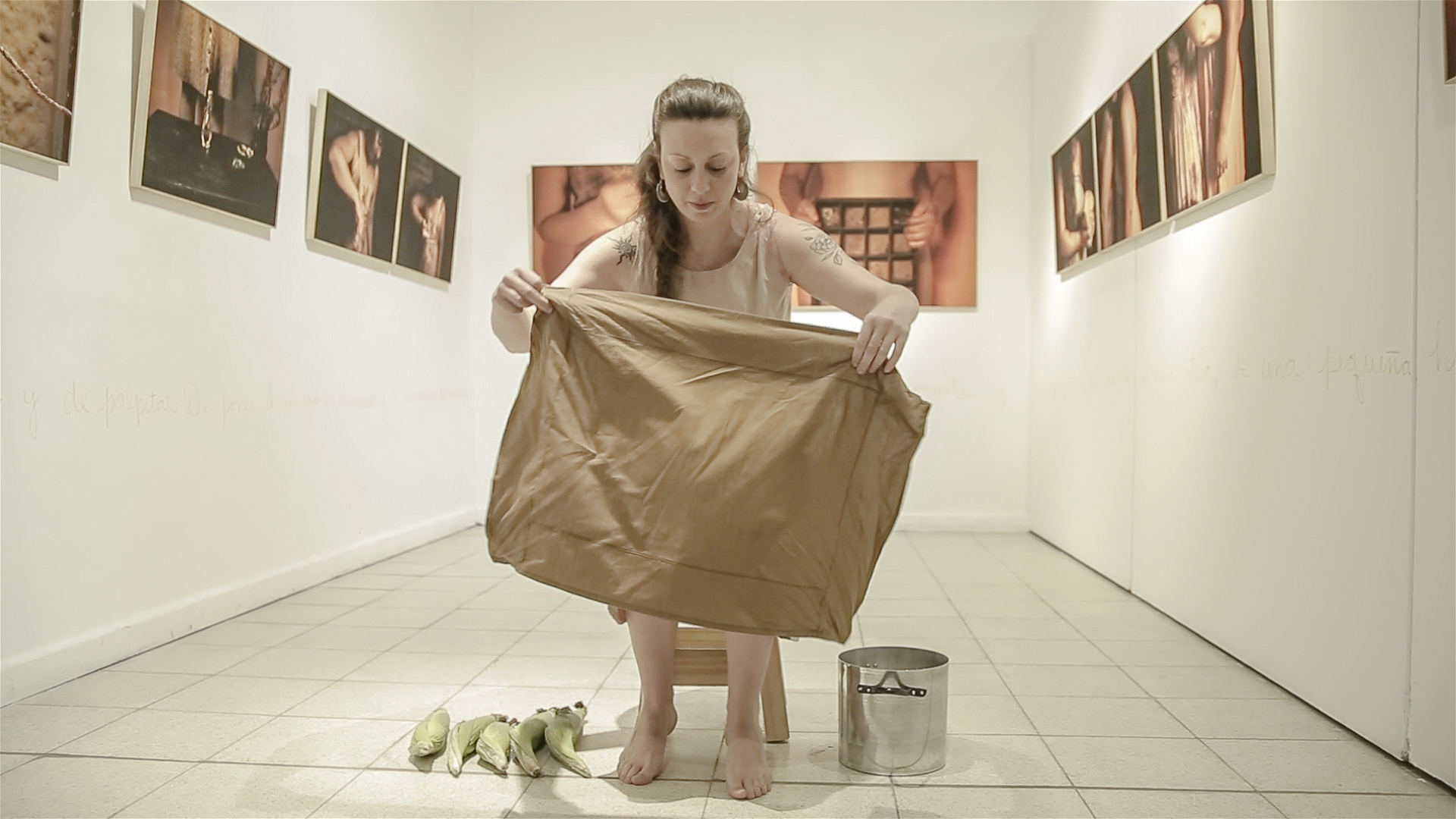
En su performance de 2019 No somos territorio de conquista, en el Museo de Bellas Artes de La Plata, Argentina.

## Principales obras
- Cuántos cuerpos entran en un cuerpo, 2022 - 2020
- Apacheta, 2022
- Una pequeña parte contiene todo el mundo, 2021
- Yo sí te creo, 2020
- Puebla de tierra, 2020
- No quiero videollamadas, 2020
- Algo en la garganta, 2020
- Sanación feminista, 2019
- No somos territorio de conquista, 2019
- Morir, trabajar, resistir, 2019
- Miedo de hablar, 2019
- Expandirse como deseo, 2019
- El peso del pabellón, 2019
- Deseo y autonomía, 2019
- Ceremonia para el hambre comunitario, 2019
- Carne de mi carne, 2019
- Menstru/acción, 2018
- Construcción de un círculo de protección para las manos de Mercedes, para los sueños de Gracielita, 2018
- Solsticio, 2017
- Placamadre, 2017
- Frágil, 2017
- Ejercicio 57, 2017
- Discursos de sed, 2017
- La revolución será feminista, 2016
- Eterno consuelo, 2016
- La revolución era para que la vida de esos hijos fuera mejor, 2015
- Cerca y lejos no existen, 2015
- Mejor no hablar de ciertas cosas, 2014
- Dominical, 2014
- Piedad privada, 2013
- La Cosahecha, 2012
- Presencia, 2011
- Mujer Salvaje, 2007
- Vozquejando, 2003

#### Países en los que ha expuesto
Argentina, Chile, Uruguay, Ecuador, Venezuela, México, Colombia, Estados Unidos, España, Bélgica e India

## Mundo Performance

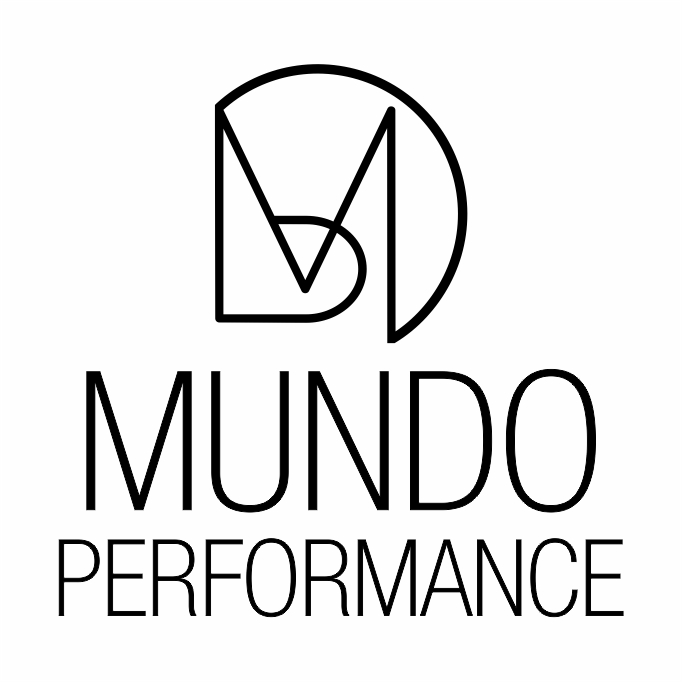

En 2017, la artista gesta MUNDO PERFORMANCE, una plataforma y archivo especializado en  performance, con el objetivo de crear un espacio para esta práctica, que hasta entonces carecía de terreno en Argentina. Su proyecto se orientó a ofrecer tanto un repertorio teórico y documental como instancias de formación específica en la materia. Allí Vaquero Diaz brinda su metodología de performance con la cual ha formado a varios artistas de todo el mundo en los últimos 10 años.
<< Entiendo que esos encuentros (talleres, curadurías y laboratorios) son imprescindibles para mí, que son parte de una búsqueda poética y política. El arte tiene una cualidad transformadora muy potente porque está unida a la vida y a la construcción comunitaria. Los talleres permiten que cada una de nosotras demos lugar a nuestra voz, a nuestras historias, a nuestras maneras de hacer y de crear; y, al mismo tiempo, circular y compartir nuestros saberes con otras, construyendo lazos y afectos que luego se expanden a espacios fuera del taller. Asimismo, me parece imprescindible compartir lo que he aprendido, circular la experiencia y la palabra, que el espacio del arte no quede para unos pocos.>>